# Tympanophyllum javanicum
Tympanophyllum javanicum är en insektsart som först beskrevs av Brunner von Wattenwyl 1895.  Tympanophyllum javanicum ingår i släktet Tympanophyllum och familjen vårtbitare. Inga underarter finns listade i Catalogue of Life.